# はいからさんが通る/吐息でネット
「はいからさんが通る／吐息でネット」（はいからさんがとおる／といきでネット）は、2005年7月27日にポニーキャニオンからリリースされた南野陽子の通算22枚目、初の企画シングル。規格品番：PCCA-02178。

## 解説
TBS系『うたばん』の企画で自身の代表曲をセルフカバーし、記事名に挙げられた2曲とメドレー形式の1曲（および各カラオケ）を、マキシシングルとして発売。14年ぶりのシングルリリースとなった。発売元は古巣のSony Recordsではなく、ポニーキャニオンから発売された。
なお、1988年2月発売当時『吐息でネット。』のシングル題字は、最後に「。」の句点が付いていたが、当マキシシングルではその句点が省かれている。
デビュー20周年にあたる同年、当シングルで歌番組やラジオ番組に出演した。

## 収録曲
全編曲: 武藤星児
1. はいからさんが通る（4:45）
  - 作詞: 小倉めぐみ／作曲: 国安わたる
2. 吐息でネット（4:34）
  - 作詞: 田口俊／作曲: 柴矢俊彦
3. スケバン刑事メドレー（3:52）
  - 風のマドリガル
    - 作詞:湯川れい子／作曲:井上大輔

  - 悲しみモニュメント
    - 作詞:来生えつこ／作曲:鈴木キサブロー

  - さよならのめまい
    - 作詞:来生えつこ／作曲:来生たかお

  - 楽園のDoor
    - 作詞:小倉めぐみ／作曲:来生たかお
4. はいからさんが通る（カラオケ）
5. 吐息でネット（カラオケ）
6. スケバン刑事メドレー（カラオケ）